# Podlesie (gmina Pierzchnica)
Podlesie – wieś w Polsce, położona w województwie świętokrzyskim, w powiecie kieleckim, w gminie Pierzchnica.
| SIMC    | Nazwa      | Rodzaj    |
| ------- | ---------- | --------- |
| 0262332 | Nowa Droga | część wsi |

W okresie Królestwa Kongresowego wieś w powiecie stopnickim, gmina Drugnia, parafia Pierzchnica.
W latach 1975–1998 miejscowość należała administracyjnie do województwa kieleckiego.